# Atletismo nos Jogos Pan-Americanos de 1951 - 100 m masculino
Os 100 metros rasos foram um dos eventos do atletismo nos Jogos Pan-Americanos de 1951, em Buenos Aires. A prova foi disputada no Estádio Monumental de Núñez entre os dias 27 de fevereiro e 28 de fevereiro.

## Calendário
Horário local (UTC-3).
| Data            | Horário | Fase          |
| --------------- | ------- | ------------- |
| 27 de fevereiro |         | Eliminatórias |
| 28 de fevereiro |         | Semifinais    |
| 28 de fevereiro |         | Final         |

## Medalhistas
| Ouro   | CUB Rafael Fortún |
| Prata  | USA Arthur Bragg  |
| Bronze | JAM Herb McKenley |

## Resultados

### Eliminatórias

#### Bateria 1
| Pos. | Nome                    | Nacionalidade         | Tempo | Notas |
| ---- | ----------------------- | --------------------- | ----- | ----- |
| 1    | Gerardo Bönnhoff        | ARG Argentina         | 11,1  | Q     |
| 2    | Hélio Coutinho da Silva | BRA Brasil            | 11,1  | Q     |
| 3    | B.L. Bridgman           | TTO Trinidad e Tobago | 11,2  | Q     |
| 4    | Miguel León Pizarro     | PER Peru              | 11,2  |       |
| 5    | Miguel Paredes          | PAR Paraguai          | 11,4  |       |

#### Bateria 2
| Pos. | Nome                 | Nacionalidade         | Tempo | Notas |
| ---- | -------------------- | --------------------- | ----- | ----- |
| 1    | Arthur Bragg         | USA Estados Unidos    | 10,8  | Q     |
| 2    | Adelio Márquez       | ARG Argentina         | 11,1  | Q     |
| 3    | Hendrickson Harewood | TTO Trinidad e Tobago | 11,2  | Q     |
| 4    | Juan Leiva           | VEN Venezuela         | 11,3  |       |
| 5    | Alfaro Parra         | COL Colômbia          |       |       |

#### Bateria 3
| Pos. | Nome             | Nacionalidade | Tempo | Notas |
| ---- | ---------------- | ------------- | ----- | ----- |
| 1    | Jesús Farrés     | CUB Cuba      | 11,0  | Q     |
| 2    | Fernando Salinas | CHI Chile     | 11,1  | Q     |
| 3    | Andrés Fernández | ECU Equador   | 11,3  | Q     |
| 4    | Óscar Maldonado  | PER Peru      | 11,3  |       |
| 5    | Alfredo Rodas    | PAR Paraguai  |       |       |

#### Bateria 4
| Pos. | Nome                     | Nacionalidade      | Tempo | Notas |
| ---- | ------------------------ | ------------------ | ----- | ----- |
| 1    | Donald Campbell          | USA Estados Unidos | 11,1  | Q     |
| 2    | Herb McKenley            | JAM Jamaica        | 11,1  | Q     |
| 3    | José Telles da Conceição | BRA Brasil         | 11,3  | Q     |
| 4    | Leonel Contreras         | CHI Chile          | 11,5  |       |
| 5    | Javier Souza Díaz        | MEX México         |       |       |

#### Bateria 5
| Pos. | Nome                | Nacionalidade | Tempo | Notas |
| ---- | ------------------- | ------------- | ----- | ----- |
| 1    | José Zelaya         | PAR Paraguai  | 11,2  | Q     |
| 2    | Gerardo Salazar     | PER Peru      | 11,2  | Q     |
| 3    | Raúl Mazorra        | CUB Cuba      | 11,4  | Q     |
| 4    | Rodolfo López Neira | CHI Chile     | NM    |       |
| 4    | Gustavo Fajardo     | COL Colômbia  | NM    |       |

#### Bateria 6
| Pos. | Nome                  | Nacionalidade | Tempo | Notas |
| ---- | --------------------- | ------------- | ----- | ----- |
| 1    | Rafael Fortún         | CUB Cuba      | 11,1  | Q     |
| 2    | Aristipo Lerma        | COL Colômbia  | 11,1  | Q     |
| 3    | Enrique Jaime Beckles | ARG Argentina | 11,3  | Q     |
| 4    | Antônio Moreira       | BRA Brasil    | NM    |       |
| 5    | Germán Garrido        | VEN Venezuela |       |       |

### Semifinais

#### Semifinal 1
| Pos. | Nome                    | Nacionalidade         | Tempo | Notas |
| ---- | ----------------------- | --------------------- | ----- | ----- |
| 1    | Arthur Bragg            | USA Estados Unidos    | 10,9  | Q     |
| 2    | Hélio Coutinho da Silva | BRA Brasil            | 11,1  | Q     |
| 3    | Gerardo Bönnhoff        | ARG Argentina         | 11,3  |       |
| 4    | Hendrickson Harewood    | TTO Trinidad e Tobago | 11,4  |       |
| 5    | Adelio Márquez          | ARG Argentina         | NM    |       |
| –    | B.L. Bridgman           | TTO Trinidad e Tobago | DSQ   |       |

#### Semifinal 2
| Pos. | Nome                     | Nacionalidade      | Tempo | Notas |
| ---- | ------------------------ | ------------------ | ----- | ----- |
| 1    | Fernando Salinas         | CHI Chile          | 10,9  | Q     |
| 2    | Herb McKenley            | JAM Jamaica        | 10,9  | Q     |
| 3    | Andrés Fernández         | ECU Equador        | 11,0  |       |
| 4    | Jesús Farrés             | CUB Cuba           | 11,1  |       |
| 5    | Donald Campbell          | USA Estados Unidos | NM    |       |
| 5    | José Telles da Conceição | BRA Brasil         | NM    |       |

#### Semifinal 3
| Pos. | Nome                  | Nacionalidade | Tempo | Notas |
| ---- | --------------------- | ------------- | ----- | ----- |
| 1    | Rafael Fortún         | CHI Chile     | 11,0  | Q     |
| 2    | Gerardo Salazar       | PER Peru      | 11,1  | Q     |
| 3    | Raúl Mazorra          | CUB Cuba      | 11,1  |       |
| 4    | Aristipo Lerma        | COL Colômbia  | 11,2  |       |
| 5    | Enrique Jaime Beckles | ARG Argentina | NM    |       |

### Final
| Pos.              | Nome                    | Nacionalidade      | Tempo |
| ----------------- | ----------------------- | ------------------ | ----- |
| Medalha de ouro   | Rafael Fortún           | CUB Cuba           | 10,6  |
| Medalha de prata  | Arthur Bragg            | USA Estados Unidos | 10,6  |
| Medalha de bronze | Herb McKenley           | JAM Jamaica        | 11,0  |
| 4                 | Hélio Coutinho da Silva | BRA Brasil         | 11,0  |
| 5                 | Fernando Salinas        | CHI Chile          | NM    |
| 6                 | Gerardo Salazar         | PER Peru           | NM    |

Legenda
| Recorde mundial      | Recorde mundial (World record)               |                       | Recorde africano                      | Recorde africano (African) |                                           | Q | Classificado por posição (Qualified) |
| Recorde olímpico     | Recorde olímpico (Olympic record)            | Recorde da América    | Recorde da América (Americas)         | q                          | Classificado por melhor tempo (Qualified) |   |                                      |
| Melhor marca do ano  | Melhor marca do ano (World leading)          | Recorde asiático      | Recorde asiático (Asian)              | DNS                        | Não largou (Did not start)                |   |                                      |
| Recorde nacional     | Recorde nacional (National record)           | Recorde europeu       | Recorde europeu (European)            | DNF                        | Não terminou (Did not finish)             |   |                                      |
| Recorde pessoal      | Recorde pessoal do atleta (Personal best)    | Recorde da Oceania    | Recorde da Oceania (Oceania)          | DSQ / DQ                   | Desclassificado (Disqualified)            |   |                                      |
| Recorde da temporada | Recorde da temporada do atleta (Season best) | Recorde sul-americano | Recorde sul-americano (South America) | NM                         | Sem marca (No mark)                       |   |                                      |